# Cadini di Misurina
Les Cadini di Misurina forment l'extrémité méridionale des Dolomites de Sesto et sont situées dans la province de Belluno en Italie. Composées de nombreux pics rocheux et pinacles, elles dominent le lac de Misurina à l'est, les Tre Cime di Lavaredo au nord et la vallée d'Ansiei au sud et à l'est. La plus haute cime est la Cima Cadin di San Lucano (2 839 m).
De nombreux itinéraires serpentent dans les Cadini di Misurina. Une via ferrata très exposée, la via ferrata Merlone, donne accès à la Cima Cadin Nord Est. Le sentier Alberto Bonacossa passe à travers les Cadini et emprunte des anciens chemins de la Grande Guerre. Le circuit de haute montagne Giro dei Cadini permet de faire le tour des Cadini. En hiver, cet itinéraire est considéré comme une randonnée à ski très exigeante.
Un télésiège mène du lac de Misurina au refuge Col de Varda.

## Refuges
- Refuge Fonda Savio (2 359 m, CAI)
- Refuge Città di Carpi (2 110 m, CAI)[2]
- Refuge Col de Varda (2 106 m, privé)[3]

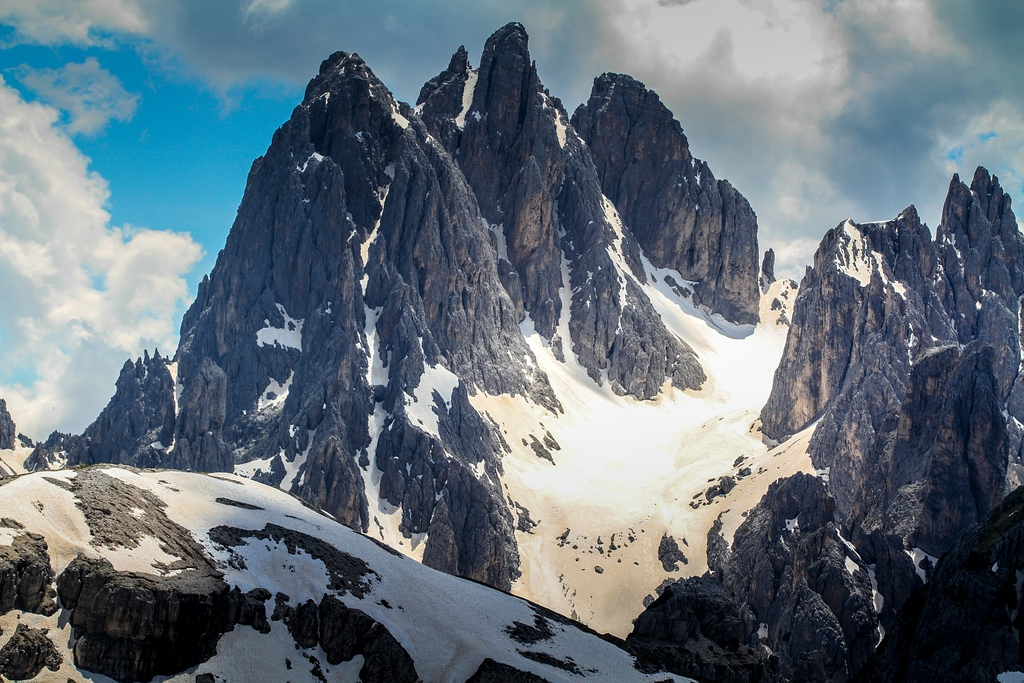
Cima Cadin Nord Est, Cima Cadin di San Lucano et Cima Eötvös.
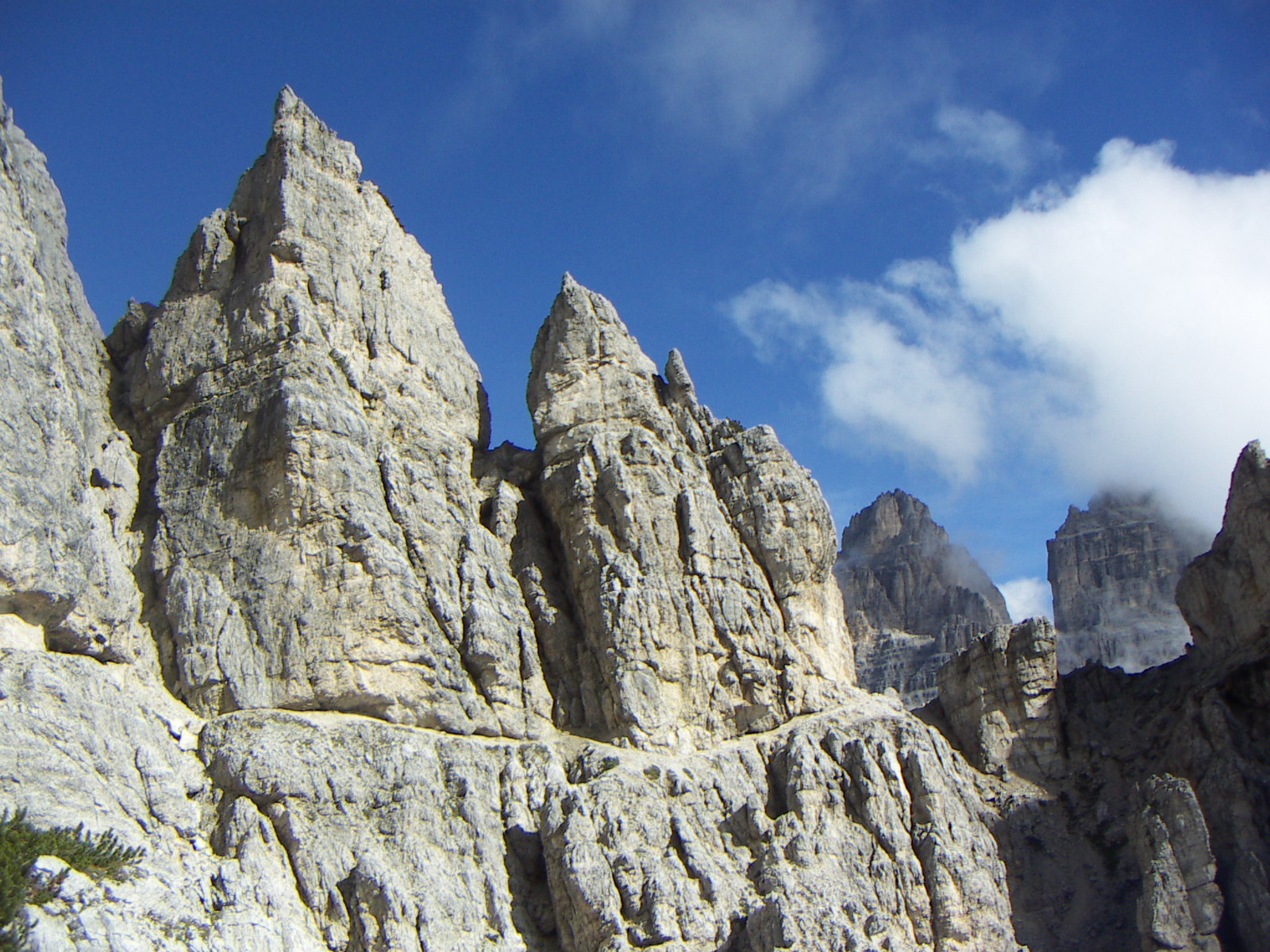
Le sentier Alberto Bonacossa.
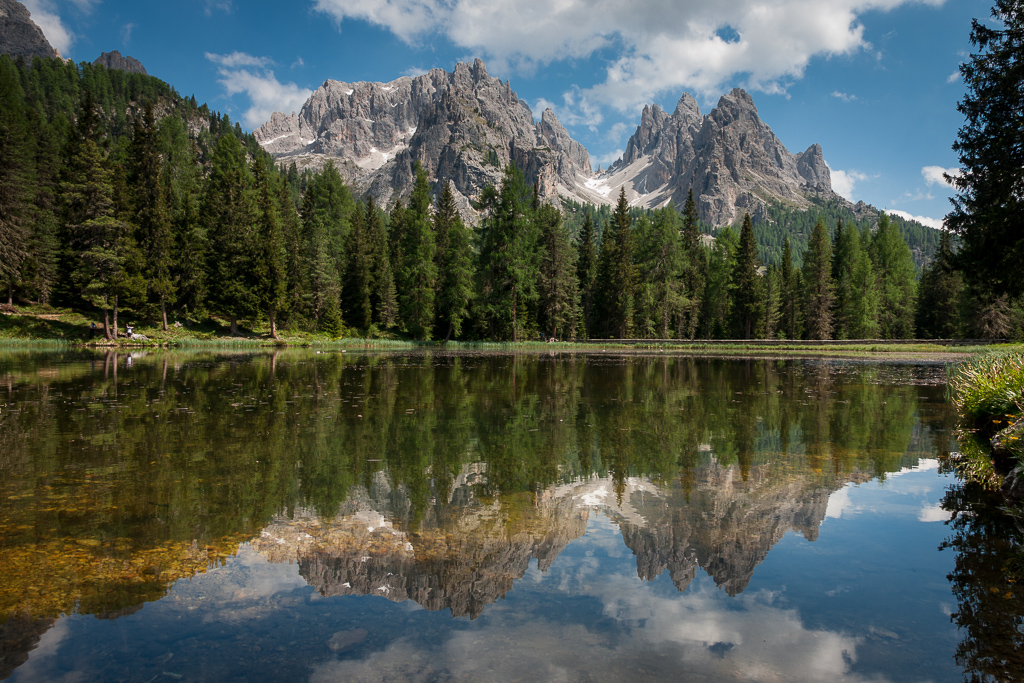
Les Cadini depuis le lac d'Antorno.
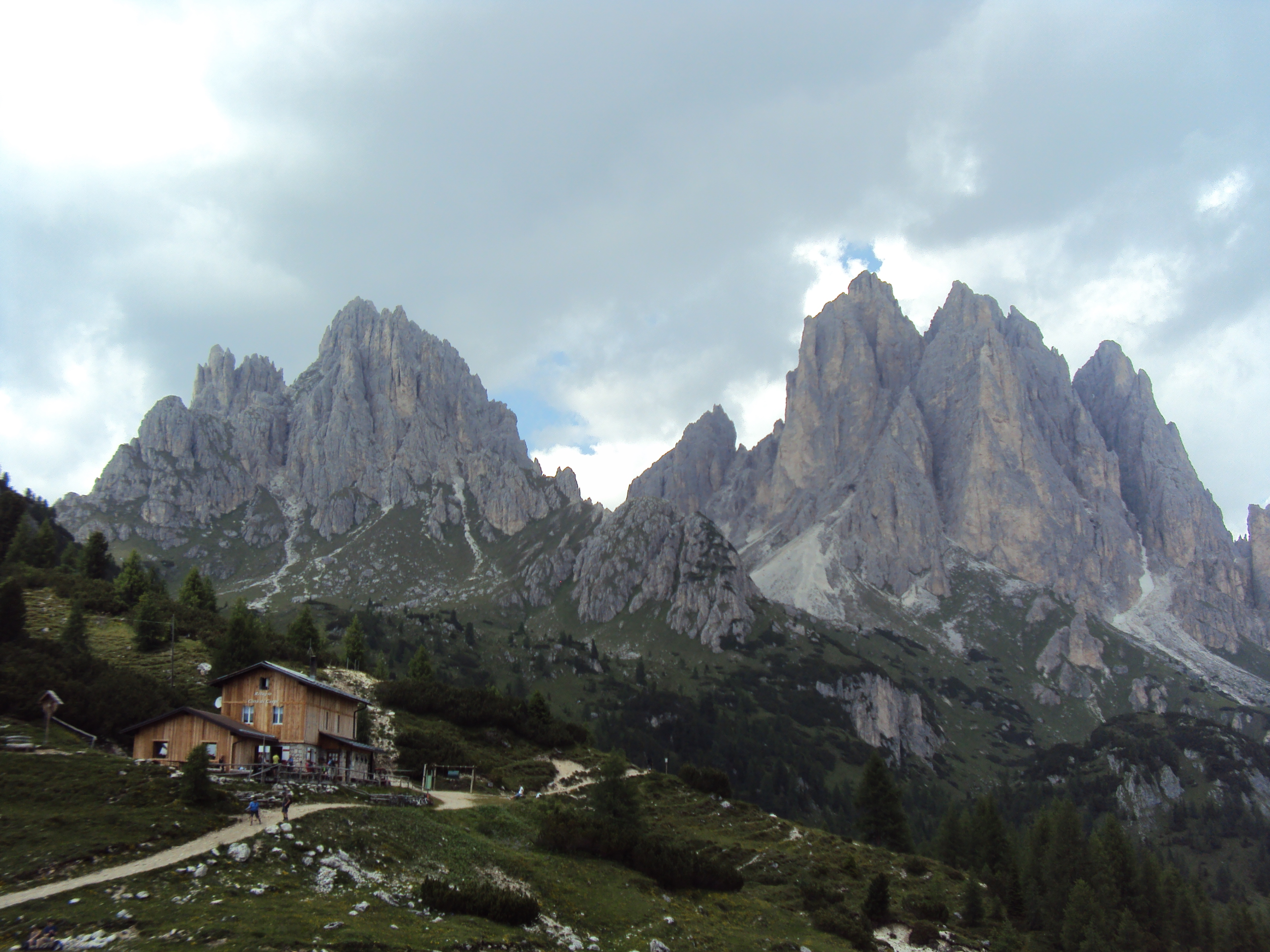
Le refuge Citta di Carpi.